# サプリ (飲料)
サプリ（SUPLI）は、キリンビバレッジの機能性飲料のブランド名。2022年現在は派生ブランドの「アミノサプリC」のみ発売されている。

## 製品

### 現行品
- アミノサプリC

### 過去に製造・販売されていた製品
- キリンサプリ

「おなかの調子を整えるサプリ」としてリニューアル。特定保健用食品。
- 海のサプリ

珊瑚由来のカルシウムを配合。
- 太陽のサプリ

イエローピーチ果汁とペアのフレーバー。
- クエン酸サプリ903

クエン酸を一本（500ml）あたり2500mg配合。
- 微発泡サプリ

NUDAの実質的な前商品で、無糖炭酸にミネラル分が加えられていた。
- サプリ リンゴ【機能性表示食品】

モノグルコシルヘスペリジンを機能性関与成分として配合されたリンゴ風味のサプリメントウォーター（無果汁）。2019年3月製造終了。
- まもるチカラのサプリ

2014年12月発売。キリン株式会社と小岩井乳業が共同研究を行っている独自素材「プラズマ乳酸菌」が配合されている。当初は、2013年10月に「小岩井」ブランドで発売された「小岩井 まもるチカラの乳酸菌」の後継製品にあたる500ml入りの「まもるチカラのサプリ すっきりヨーグルトテイスト」と200ml入りの小容量サイズ「まもるチカラのサプリ」の2種類をラインナップ、2015年5月に乳性炭酸飲料「まもるチカラのサプリ ホワイトスパークリング」を発売し、3種類となった。
2017年11月に「まもるチカラのサプリ すっきりヨーグルトテイスト」をリニューアル。パッケージデザインが変更され、「サプリ」のブランドロゴが従来の小文字表記（supli）から、「サプリ レモン」以降に使用されている大文字表記（SUPLI）に変更・統一され、「サプリ」のシリーズ品として扱われるようになった。
- サプリ レモン【機能性表示食品】

2017年2月発売。L-テアニンとクエン酸を機能性関与成分として配合されたレモン風味のサプリメントウォーター（無果汁）。
- サプリ ブラッドオレンジ【機能性表示食品】

2017年7月発売。クエン酸とモノグルコシルヘスペリジンを機能性関与成分として配合されたブラッドオレンジ風味のサプリメントウォーター（無果汁）。
- サプリ ヨーグルトテイスト【機能性表示食品】

2017年7月発売。オルニチンとモノグルコシルヘスペリジンを機能性関与成分として配合されたヨーグルト風味のサプリメントウォーター。
機能性表示食品の3種（レモン/ブラッドオレンジ/ヨーグルトテイスト）は2018年5月、2019年4月にパッケージデザインを変更するリニューアルが行われた。

## イメージキャラクター
- 吉川ひなの（1998年）
- 浜崎あゆみ（2001年）
- ムロツヨシ（2017年 - 2018年）